# Ralf Mutschelknauss
Ralf E. Mutschelknauss (* 25. Mai 1931 in Pforzheim; † 26. April 2012) war ein deutscher Parodontologe.

## Werdegang
Mutschelknauss studierte Zahnmedizin und Medizin in Frankfurt, Lausanne und München, wo er 1954 und 1958 seine Promotionsschriften vorlegte. 1963 kam er an die Zahnklinik der Universität Münster, wo Professor Eugen Wannenmacher eine eigene parodontologische Abteilung aufbaute. Nach Habilitation 1965 übernahm er 1967 die Leitung dieser Abteilung. Anfang der 1970er Jahre verließ er die Hochschule und eröffnete in Stuttgart eine Praxis.
Nach dem Tod von Eugen Fröhlich übernahm er das Amt des Präsidenten der Deutschen Arbeitsgemeinschaft für Parodontologie (Arpa). Unter ihm kam es 1971 zur Auflösung des Verbandes und zur Neugründung als Deutsche Gesellschaft für Parodontologie, deren Präsident er bis 1974 blieb. In den Jahren 1984/85 war er Präsident der wissenschaftlichen Vereinigung von Zahnärzten „Neue Gruppe“ und später deren Ehrenmitglied.
Er ist Verfasser des Lehrbuchs der klinischen Parodontologie.